# Mindre svartpitta
Mindre svartpitta (Melampitta lugubris) är en av två fågelarter i familjen svartpittor inom ordningen tättingar, båda enbart förekommande på Nya Guinea. Beståndet anses vara livskraftigt.

## Utseende
Mindre svartpitta är en 18 centimeter lång helsvart fågel med långa ben och kort stjärt. Könen är nästan lika, men skiljer sig på irisens färg, där hanens är karmosinröd och honans mörkbrun.

## Utbredning och systematik
Mindre svartpitta förekommer på Nya Guinea. Den behandlas antingen som monotypisk eller delas in i tre underarter med följande utbredning:
- Melampitta lugubris lugubris – västra Nya Guinea (Arfakbergen)
- Melampitta lugubris rostrata – västra Nya Guinea (Weyland och Nassaubergen)
- Melampitta lugubris longicauda – Jayawijaya till Owen Stanley-bergen och Huonhalvön

### Familjetillhörighet
Svartpittornas familjetillhörighet har historiskt varit omtvistad, där olika auktoriteter placerat dem bland familjer som marksmygar, monarker, paradisfåglar, murarkråkor och satängfåglar. DNA-studier visar dock att de utgör en egen utvecklingslinje, nära släkt med både paradisfåglar och murarkråkor.

## Levnadssätt
Fågeln förekommer i bergsskogar, där den bygger kupolformade bon. Födan består huvudsakligen av insekter.

## Status och hot
Arten har ett stort utbredningsområde, men tros minska i antal, dock inte tillräckligt kraftigt för att den ska betraktas som hotad. Internationella naturvårdsunionen IUCN listar arten som livskraftig (LC). Världspopulationen har inte uppskattats men den beskrivs som lokalt ganska vanlig till vanlig.

## Namn
Namnet svartpitta är en direktöversättning av det vetenskapliga namnet Melampitta. Namnet syftar på likheten med medlemmar i familjen Pittidae, tidigare kallade pittor, numera juveltrastar. Pitta kommer från det dravidiska språket telugu där det betyder liten fågel.